# María Alegre Ribas
María Alegre Ribas, nacida en Barcelona en 1985. Tras estudiar en Esade y University of Michigan, Ann Arbor y pasar por McKinsey se mudó a California y estuvo varios años como responsable de desarrollo de negocio en Tapulous, una startup que fue más tarde adquirida por Disney. Allí conoció a Sean Fannan, y juntos fundaron ChartBoost.
En 2013 y 2014 su nombre formaba parte de las lista Forbes 30 under 30, como la única española emprendedora en el sector de los juegos para aplicaciones móviles.
Charboost es una plataforma de promoción de juegos para aplicaciones móviles, respaldada con fondos de Sequoia Capital (Silicon Valley). Pioneros en el emprendimiento sin plan de negocio, esta innovadora idea mueve, en la actualidad, más de 100.000 juegos integrados.